# 한수지 (레이싱 모델)
한수지(1988년 12월 3일 ~ )는 대한민국의 레이싱 모델이다.

## 학력
- 동아방송예술대학 방송연예과

## 경력
- 2011년 : 서울모터쇼 르노삼성 레이싱모델
- 2012년 : 토요타 레이싱모델
- 2012년 : MK 레이싱모델
- 2013년 : 서울오토살롱 레이싱모델
- 2014년 : 슈퍼레이스 레이싱모델
- 2014년 : 부산모터쇼 레이싱모델